# Michael Anderheiden
Michael Anderheiden (* 12. September 1963) ist ein deutscher Staatsrechtslehrer und Dekan der Fakultät für Staats- und Rechtswissenschaften an der Andrássy Universität Budapest.

## Leben
Von 1982 bis 1990 studierte er Rechtswissenschaften und Philosophie in Mainz, Freiburg und Münster. 1991 bis 1997 folgte das Promotionsstudium in Philosophie mit Studienaufenthalten an den Universitäten Cambridge und Harvard, wo er als Forschungsassistent bei John Rawls tätig war. 2004 folgte seine Habilitation an der Juristischen Fakultät der Ruprecht-Karls-Universität Heidelberg, wo er 2005 Lehrstuhlvertreter wurde und ab 2007 als außerplanmäßiger Professor tätig war. Von April 2008 bis März 2009 war Anderheiden Fellow am Marsilius-Kolleg der Universität Heidelberg. Im Jahr 2013 erfolgte die Ernennung zum „Professor für Öffentliches Europäisches Recht und seine Grundlagen“ an der deutschsprachigen Andrássy-Universität Budapest.
Anderheiden ist verheiratet und hat eine Tochter und zwei Söhne.

## Schriften
- Pluralismus und Pflichtenkollisionen als Grenze und Aufgabe der Sozialphilosophie. Königshausen & Neumann, Würzburg 2000, ISBN 3-8260-1682-3 (Dissertation, Universität Münster, 1998).
- mit Johann S. Ach und Michael Quante: Ethik in der Organtransplantation. Fischer, Erlangen 2000, ISBN 3-89131-402-7.
- Gemeinwohl in Republik und Union (= Jus Publicum. Bd. 152). Mohr, Tübingen 2006, ISBN 978-3-16-148732-3 (Habilitationsschrift, Universität Heidelberg, 2004).
- mit Wolfgang U. Eckart: Handbuch Sterben und Menschenwürde. 3 Bände. De Gruyter, Berlin 2012, ISBN 978-3-11-024644-5.

### Artikel
- Normdifferenzierungen als kulturadäquate Grundlage der Verfassungsbewertung. In: Caroline Y. Robertson-von Trotha (Hrsg.): 60 Jahre Grundgesetz. Interdisziplinäre Perspektiven (= Kulturwissenschaft interdisziplinär/Interdisciplinary Studies on Culture and Society. Bd. 4). Nomos, Baden-Baden 2009, ISBN 978-3-8329-4865-8, S. 51–70.